# رفع اليدين في الدعاء

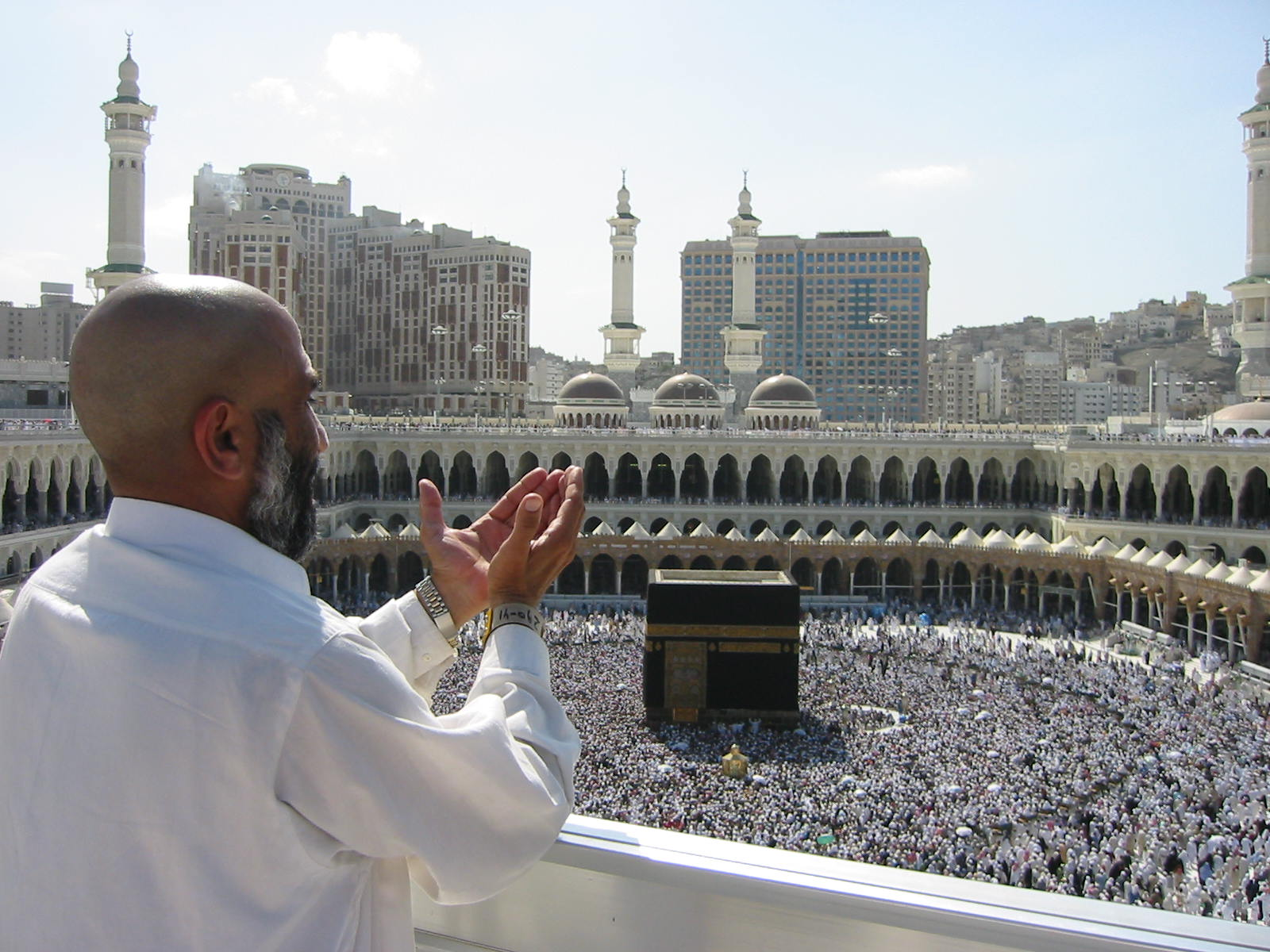
رفع اليدين في الدعاء أمام الكعبة.

رفع اليدين في الدعاء هي مسألة فقهية إسلامية متعلقة بالدعاء.

## المشروعية
يقول صلى الله عليه وسلم:
كما يقول صلى الله عليه وسلم:
ويقول صلى الله عليه وسلم:
فجعل رسول الله من أسباب الإجابة رفع اليدين، ومن أسباب المنع وعدم الإجابة أكل الحرام والتغذي بالحرام.

## الوجوب
الأصل هو رفع اليدين حال الدعاء مطلقاً؛ وذلك إظهاراً للذل والانكسار، والفقر إلى الله سبحانه، وتضرعاً واستجداءً لنواله، وهو من آداب الدعاء المتفق عليها، وأسباب إجابته؛ لما فيه من إظهار صدق اللجوء إلى الله عز وجل والافتقار إليه.
قال العلامة ابن رجب الحنبلي:
وكان النبي صلى الله عليه وسلم يرفع يديه في صلاة الاستسقاء حتى يرى بياض إبطيه، ورفع يديه يوم بدر يستنصر على المشركين حتى سقط رداؤه عن منكبيه، وقد روي عن النبي صلى الله عليه وسلم في صفة رفع يديه في الدعاء أنواع متعددة.

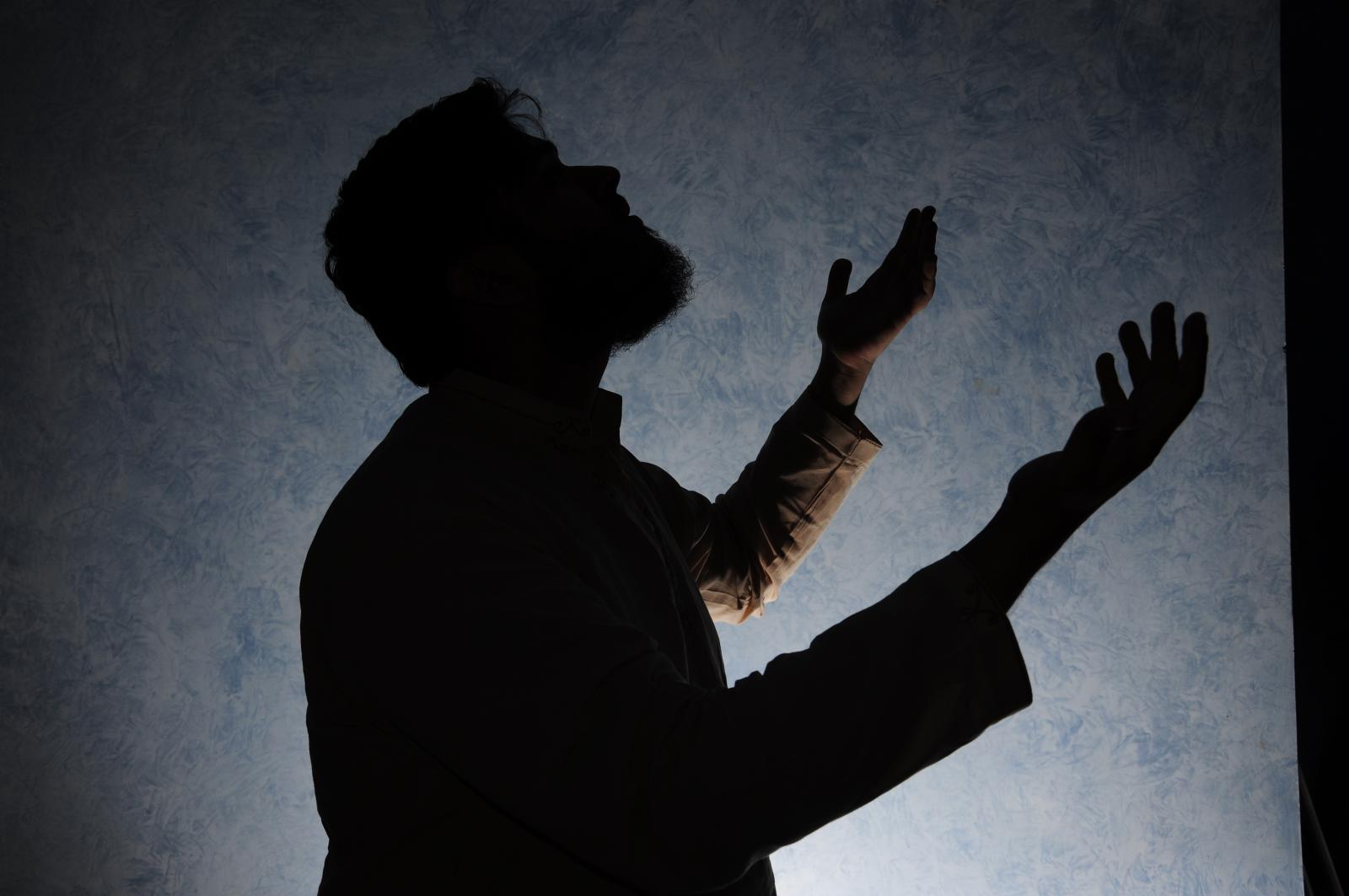
رفع اليدين والساعدين والذراعين في الدعاء

وقال شيخ الإسلام أبو العباس بن تيمية في «الفتاوى الكبرى»:
وقال أيضا:
وقد بَوَّبَ البخاري في صحيحه أيضاً لهذه المسألة فقال: «باب رفع الأيدي في الدعاء»، ورد ضمن هذا الباب العديد من الأحاديث الشريفة.
وقال الإمام النووي في «شرح مسلم»:

## الكيفية

رفع اليدين في الدعاء قرب الوجه

### رفع الكفين
يتم رفع اليدين في الدعاء من خلال جمع الكفين أمام الوجه عند النطق بصيغة الدعاء، وتحصل السنة برفعهما سواء أكانتا متفرقتين أم ملتصقتين، وسواء أكانت الأصابع والراحة مستويتين أم الأصابع أعلى منها، والضابط أن يجعل بطونها إلى السماء وظهورها إلى الأرض.
ويمكن التفريق بين اليدين أو جمعهما قرب الوجه أو بعيدا عنه إلى غاية إنهاء الدعاء ثم مسح كامل الوجه بالراحتين.
كما يمكن تقبيل اليدين بعد إنهاء الدعاء قبل مسح ما أمكن من الجسم بهما كما ورد في السنة النبوية الصحيحة.

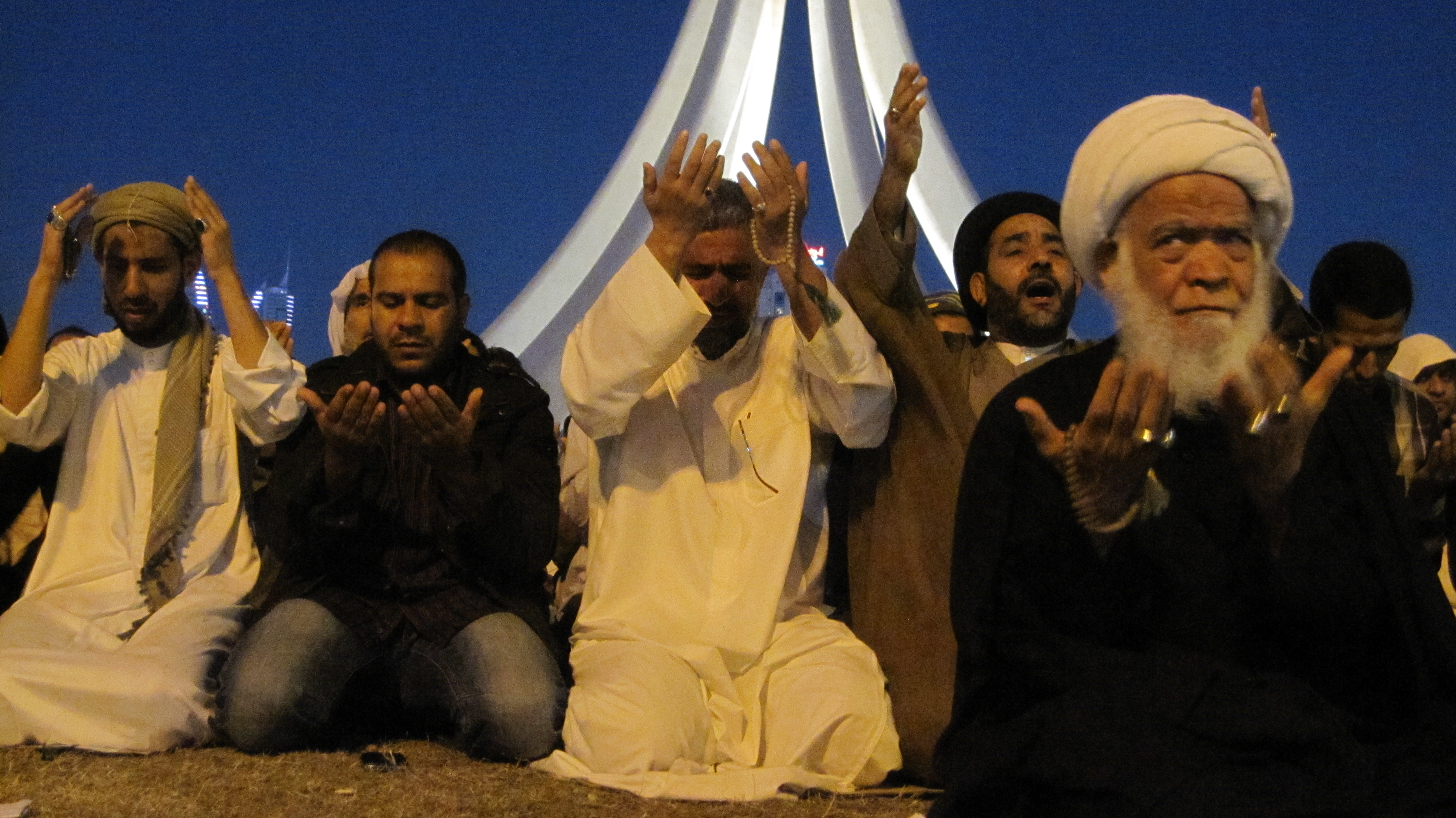
رفع الكفين في الدعاء

كما يمكن رفع اليدين مع الساعدين والذراعين إلى السماء حتى إظهار الإبطين، كما ورد عن النبي صلى الله عليه وسلم.
وإذا كانت السماء هي قبلة الدعاء، فإنه قد ثبت عن النبي -صلى الله عليه وسلم- استقبال القبلة مع مد يديه وذراعيه إلى السماء.

### رفع السبابة

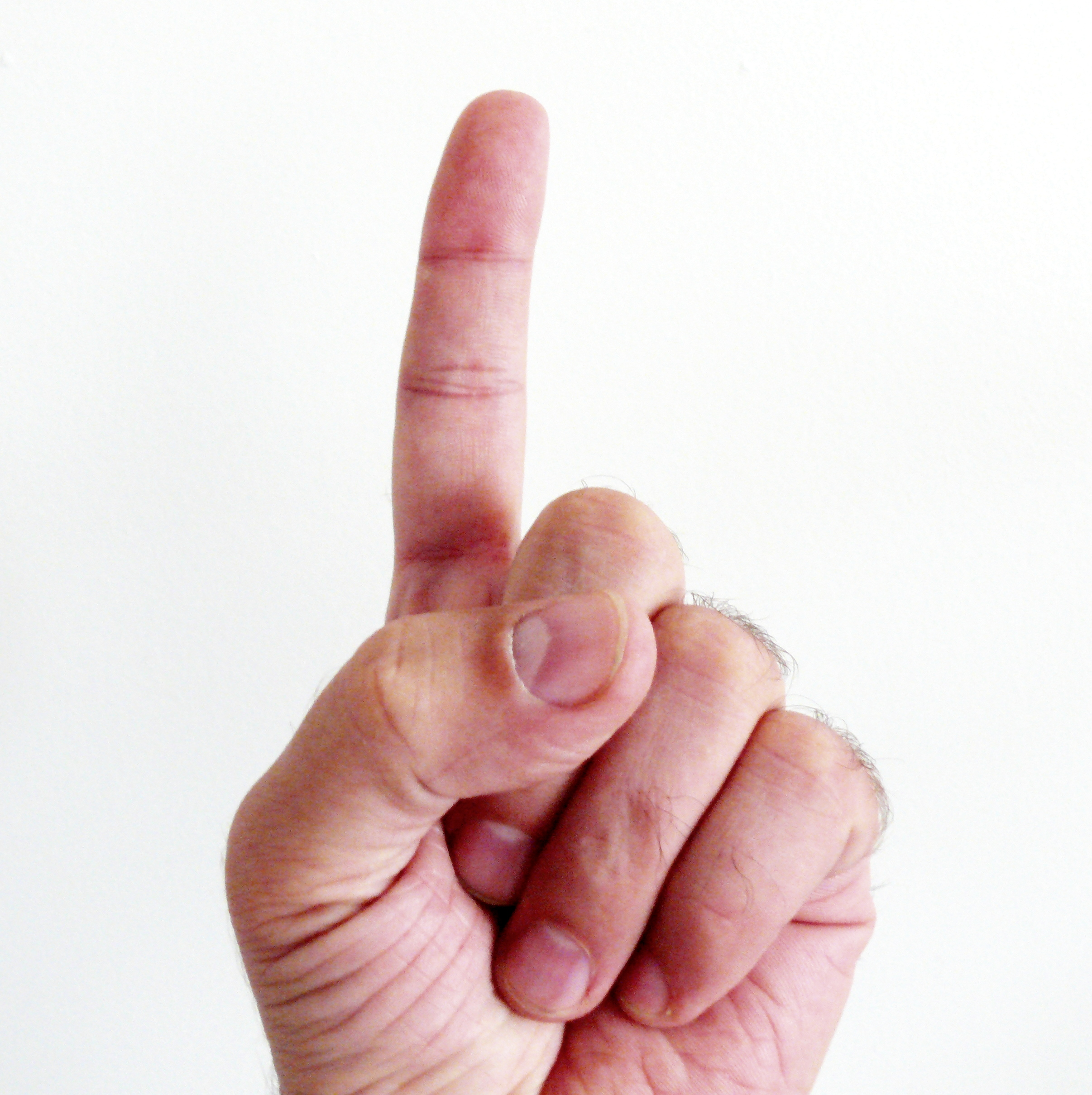
رفع أصبع اليد أو السبابة للتوحيد والدعاء

ورد عن الرسول -صلى الله عليه وسلم- في صفة الدعاء أنه كان يرفع أصبعا واحدا هو سبابة اليد اليمنى في الدعاء.
كما نهى الرسول -صلى الله عليه وسلم- عن رفع أصبعين أثناء الدعاء، أي سبابتي اليد اليمنى واليد اليسرى.
فإذا ما تعذر استعمال السبابة اليمنى، وهو الأفضل، فلا بأس برفع سبابة اليد اليسرى أثناء الدعاء · .
وتم التأكيد على رفع أصبع واحد في حديث آخر للرسول -صلى الله عليه وسلم- رواه أبو هريرة.
ولا يُستحب تحريك السبابة أثناء رفعها في الدعاء لما ورد عن الرسول محمد -صلى الله عليه وسلم- فيما رواه عبد الله بن الزبير.

## الرفع ببطن أو ظهر الكفين
الدعاء بظهر الكف قد ثبت في صحيح مسلم أن النبي صلى الله عليه وسلم: استسقى فأشار بظهر كفيه إلى السماء.
قال الإمام النووي -رحمه الله- في شرح صحيح مسلم:
وهذه مسألة اختلاف فهم العلماء للحديث الذي أخرجه مسلم في صفة دعاء النبي صلى الله عليه وسلم في الاستسقاء، وأنه جعل ظهورهما نحو السماء، فقال جماعة من أهل العلم: إن الدعاء إذا كان لجلب نعمة، فالمشروع أن يكون ببطون الأكف، وإذا كان لدفع نقمة، فالمشروع أن يكون ببطون الأكف، جمعاً بين فعل النبي صلى الله عليه وسلم في الاستسقاء، وبين نهيه عن السؤال بظهور الأكف.

## مواضع المنع

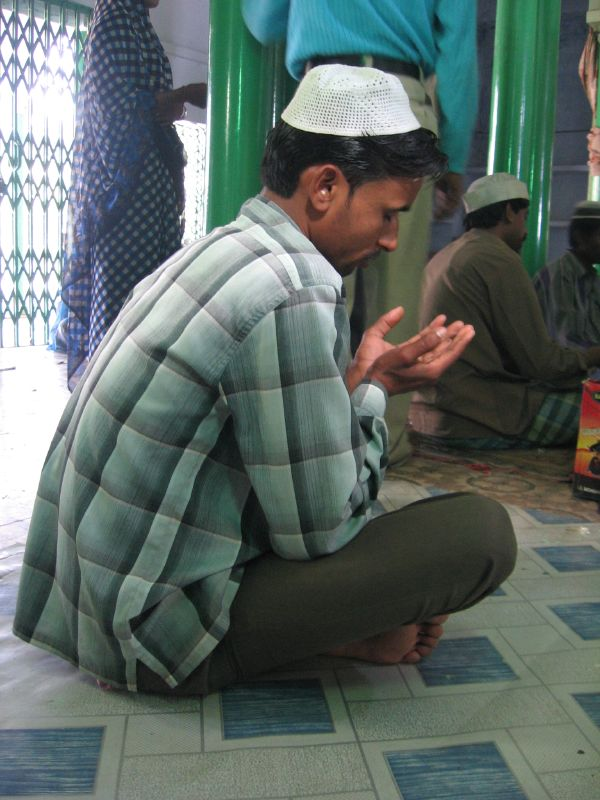
رفع الكفين في الدعاء

لا يرفع المسلم يديه بالدعاء في المواضع التي لم يرفع فيها النبي صلى الله عليه وسلم فلا يرفع فيها، مثل خطبة الجمعة، فلم يرفع فيها صلى الله عليه وسلم.
إلا إذا أقام صلاة الاستسقاء فهو يرفع يديه فيها، كذلك بين السجدتين وقبل السلام في آخر التشهد لم يكن يرفع يديه صلى الله عليه وسلم.
فاتباع السنة النبوية في المواطن التي لم يرفع فيها صلى الله عليه وسلم يديه أمر مطلوب؛ لأن فعله حجة وتركه حجة، وهكذا بعد السلام من الصلوات الخمس، كان صلى الله عليه وسلم يأتي بالأذكار الشرعية ولا يرفع يديه، فلا نرفع في ذلك أيدينا اقتداء به صلى الله عليه وسلم.
أما المواضع التي رفع صلى الله عليه وسلم فيها يديه فالسنة فيها رفع اليدين تأسيا به صلى الله عليه وسلم، ولأن ذلك من أسباب الإجابة، وهكذا المواضع التي يدعو فيها المسلم ربه ولم يرد فيها عن النبي صلى الله عليه وسلم رفع ولا ترك فإنا نرفع فيها للأحاديث الدالة على أن الرفع من أسباب الإجابة كما تقدم.

## مواضع خاصة للرفع

### زيارة المقابر
وردت عن النبي محمد -صلى الله عليه وسلم- مشروعية رفع اليدين في الدعاء أثناء زيارة مقابر المسلمين.
وقد روت أم المؤمنين عائشة -رضي الله عنها- حادثة رفعه يديه في الدعاء والاسغفار لموتى المسلمين أثناء زيارته مقبرة البقيع في المدينة المنورة، حيث رفع يديه الشريفتين مع الساعدين والذراعين إلى السماء حتى إظهار الإبطين.

### صلاة الاستسقاء

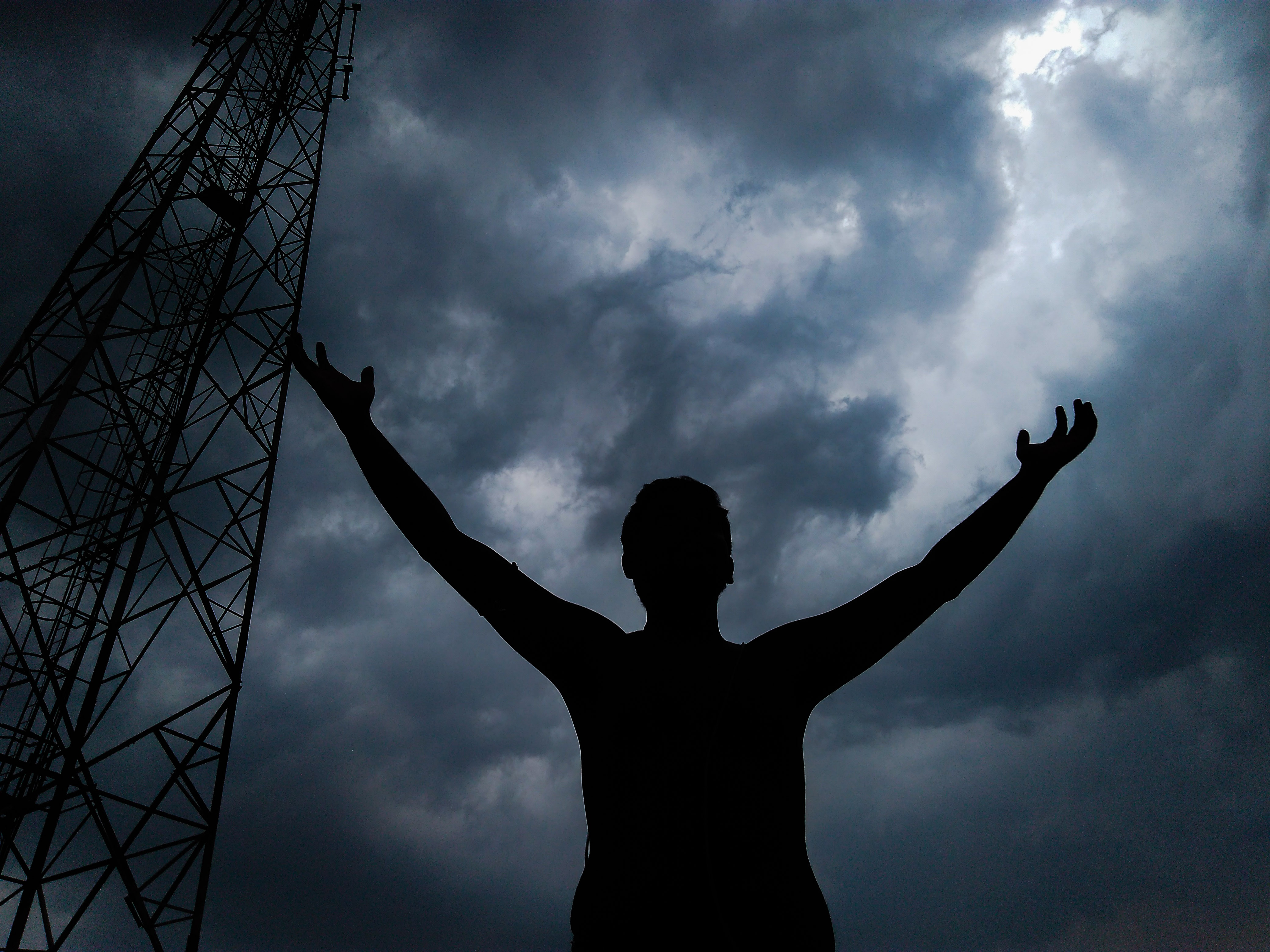
رفع اليدين والساعدين والذراعين في الدعاء

ورد عن النبي أبي القاسم -صلى الله عليه وسلم- مشروعية واستحباب رفع اليدين في الدعاء أثناء صلاة الاستسقاء بالنسبة للإمام والناس الذين معه · .
وكان الرسول أحمد -صلى الله عليه وسلم- يرفع يديه وساعديه وذراعيه في دعاء صلاة الاستسقاء حتى يُرى بياض إبطيه الشريفتين · .

### خطبة الجمعة
ورد عن النبي محمد -صلى الله عليه وسلم- أنه كان يرفع سبابته اليمنى أثناء دعاء خطبة الجمعة وهو على المنبر.
فقد كان رسول الله -صلى الله عليه وسلم- يكتفي برفع السبابة أثناء الدعاء على المنبر أثناء خطبة الجمعة ولم يكن يرفع يديه مجتمعتين · .

### بعد صلاة الفريضة والنافلة

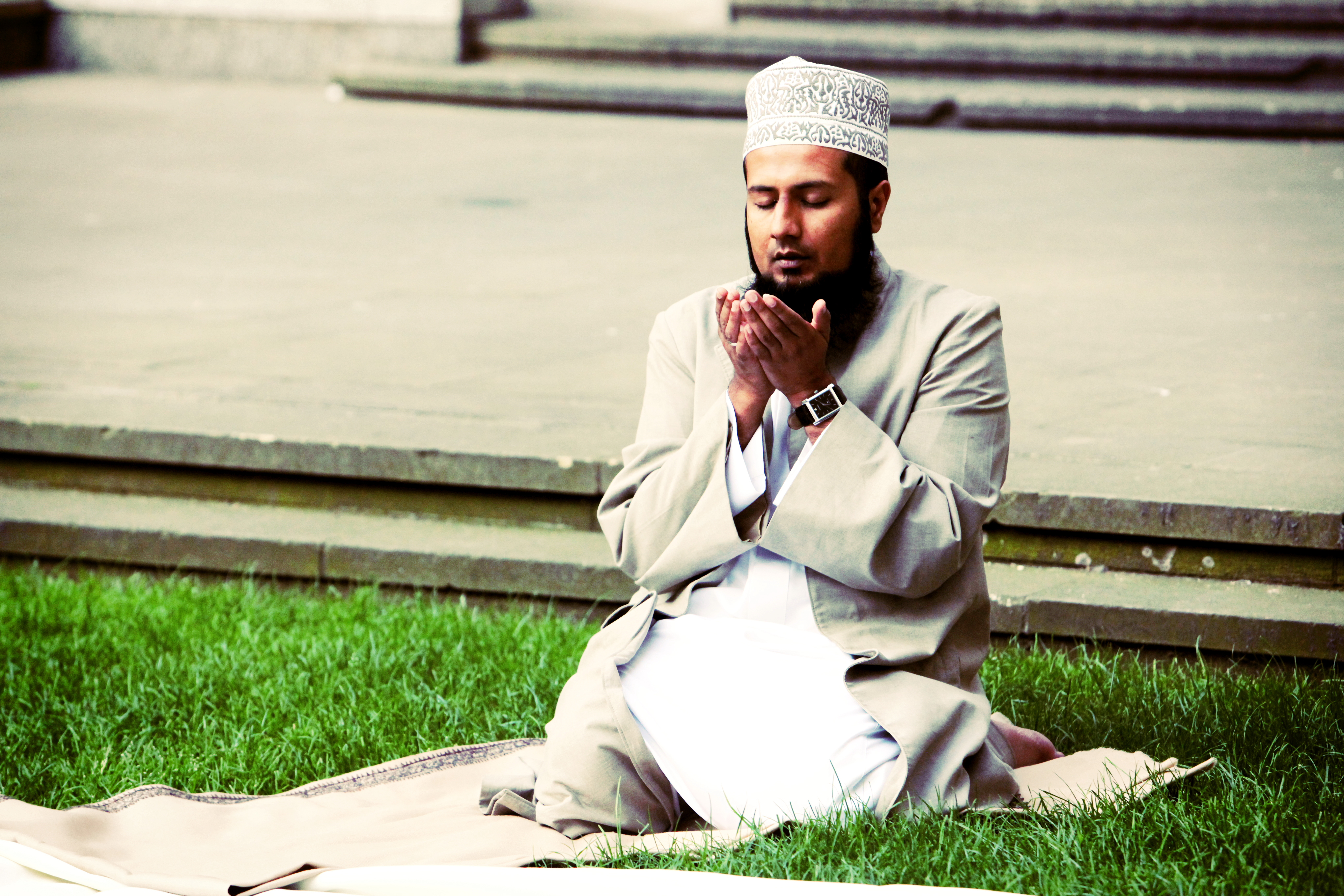
رفع الراحتين في الدعاء

لم يثبت عن النبي صلى الله عليه وسلم أنه رفع يديه مباشرة بعد صلاة الفريضة، أو بعد الصلوات المسنونة، أو بعد صلاة النافلة.
لكن عموم الأحاديث النبوية الدالة على أن رفع اليدين من أسباب إجابة الدعاء يقتضي أنه لا مانع من رفعها، فإذا صلى ورفع يديه يطلب المغفرة ويطلب حاجته فلا بأس بذلك.
وبما أن أحاديث الترغيب في فضائل وأعمال البر والخير، ولو كانت ضعيفة، أولى بالتطبيق والإعمال، فإن رفع اليدين هنا ليس من مسائل العقيدة التي قد تستدعي الإنكار الشديد أو التبديع.
والأحاديث الشريفة أكثر من أن تُنقل كلها في فضل رفع اليدين في الدعاء بعد التسليم من الصلوات.
وهناك تمايز ما بين الفريضة والنافلة فيما يخص مسألة رفع اليدين في الدعاء بعد التسليم منهما.

#### صلاة الفريضة

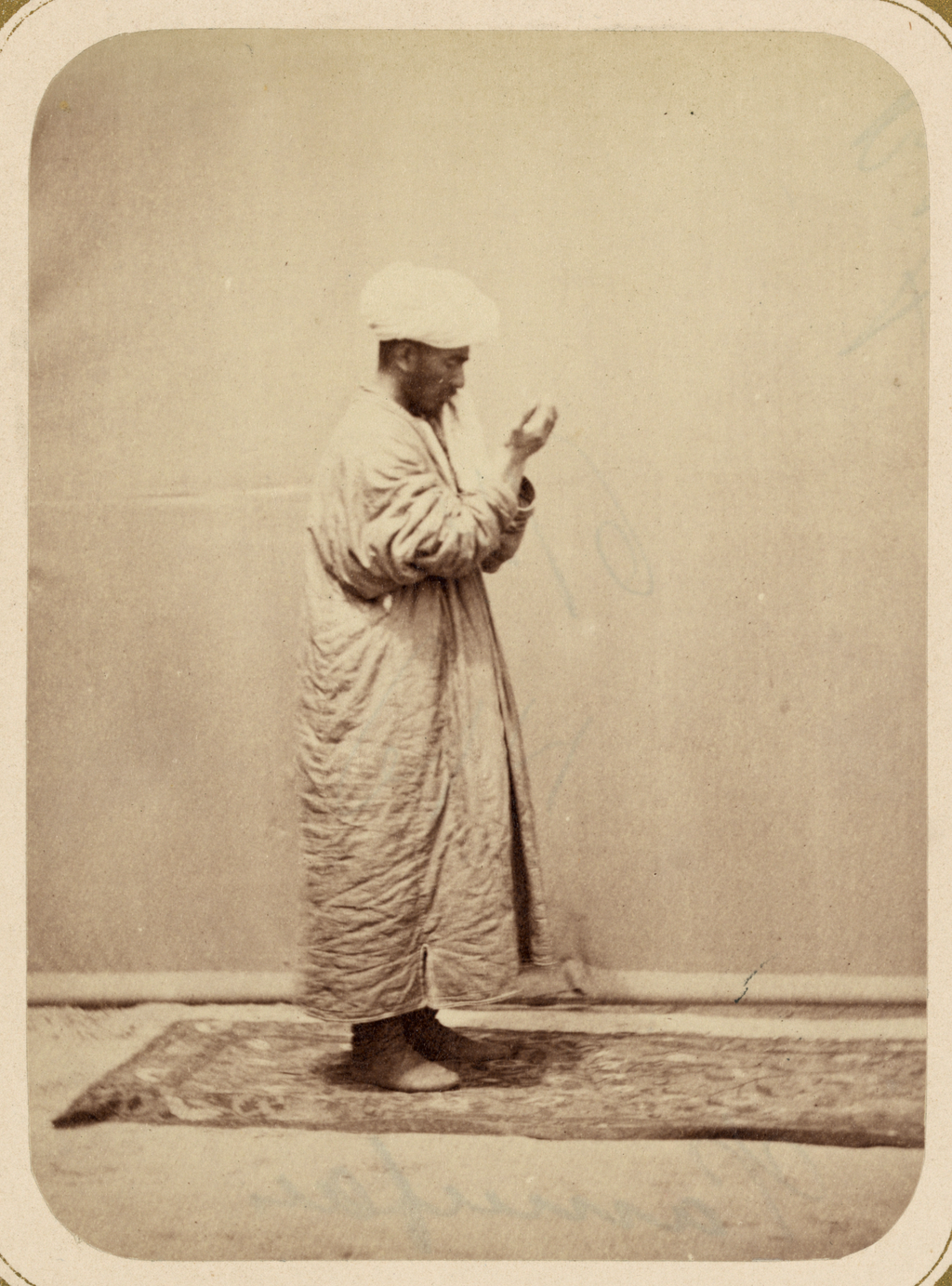
رفع اليدين في الدعاء

لا يُستحب رفع اليدين مباشرة بعد التسليم من صلاة الفريضة، وإنما يكون ذلك بعد الإتيان بالأذكار المأثورة عن النبي -صلى الله عليه وسلم-، وبعد الاستدارة من اتجاه القبلة بنحو بربع دائرة (زاوية 90 درجة) نحو الشمال أو الجنوب (إذا كانت القبلة في اتجاه الشرق أو الغرب مثلا)، وذلك للفصل والتمييز ما بين الصلاة المفروضة وما بعدها من أعمال البر.

#### صلاة النافلة
يُندب رفع اليدين مباشرة بعد التسليم من صلاة النافلة دون الاستدارة من اتجاه القبلة نحو الشمال أو الجنوب، وذلك لاشتراك صلاة التطوع مع الدعاء ورفع اليدين في الاستحباب.

## فيديوهات
- "هل يجوز رفع اليدين أو الأصبعين في الدعاء": الشيخ سعيد الكملي في جويلية 2019م على يوتيوب
- "متى نرفع السبابة في الدعاء": الشيخ محمد المنجد في فيفري 2015م على يوتيوب
- "الإشارة بالإصبع عند الدعاء أو التسبيح": الشيخ عبد المحسن الزامل في أوت 2017م على يوتيوب
- "مشروعية رفع اليدين في الدعاء": العلامة محمد الددو في فيفري 2014م على يوتيوب
- "أربع طرق لرفع اليدين في الدعاء": الشيخ عبدالسلام الشويعر في نوفمبر 2019م على يوتيوب
- "أحوال رفع اليدين عند الدعاء": الشيخ سليمان الرحيلي في فيفري 2018م على يوتيوب
- "مواطن رفع اليدين في الدعاء": الشيخ د. عثمان الخميس في ماي 2014م على يوتيوب
- "مفتاح الاجابة وكيفية الدعاء": الشيخ عمر عبد الكافي في جوان 2014م على يوتيوب
- "حكم مسح الوجه بعد الدعاء": الشيخ د. عثمان الخميس في أكتوبر 2008م على يوتيوب
- "حكم رفع اليدين في الصلاة للدعاء": الشيخ سعد الخثلان في أكتوبر 2019م على يوتيوب
- "رفع اليدين في الدعاء": الشيخ صالح المغامسي في أفريل 2014م على يوتيوب
- "البدعة والسُنة في رفع اليدين للدعاء": الشيخ محمد المنجد في ديسمبر 2013م على يوتيوب
- "حكم مسح الوجه بعد الدعاء": الشيخ د. عثمان الخميس في ديسمبر 2017م على يوتيوب